# Bahnstrecke Venlo–Eindhoven
| Ein Intercity auf dem Weg nach Venlo |                      |                                            |                                            |
| |                      |                                            |                                            |
| Streckenlänge: | 52 km                |                                            |                                            |
| Spurweite: | 1435 mm (Normalspur) |                                            |                                            |
| Stromsystem: | 1,5 kV =             |                                            |                                            |
| Streckengeschwindigkeit: | 160 km/h             |                                            |                                            |
| Zweigleisigkeit: | Venlo–Eindhoven      |                                            |                                            |
| |                      |                                            |                                            |
| \| \| \| von Maastricht \| \| \| \| \| von Viersen \| \| \| \| 0,0 \| Venlo \| Venlo \| \| \| \| Maas \| \| \| \| 1,3 \| Blerick \| Blerick \| \| \| \| Maaslinie nach Nijmegen \| \| \| \| 7,5 \| Heyerhoeven \| Heyerhoeven \| \| \| 11,3 \| Horst-Sevenum \| Horst-Sevenum \| \| \| 16,3 \| America 1866–1938 \| America 1866–1938 \| \| \| 22,8 \| Helenaveen 1868–1938, 1940 \| Helenaveen 1868–1938, 1940 \| \| \| 29,3 \| Deurne \| Deurne \| \| \| 35,4 \| Helmond Brouwhuis \| Helmond Brouwhuis \| \| \| 38,4 \| Helmond \| Helmond \| \| \| 40,5 \| Helmond ’t Hout \| Helmond ’t Hout \| \| \| 42,8 \| Mierlo \| Mierlo \| \| \| 43,0 \| Helmond Brandevoort \| Helmond Brandevoort \| \| \| 47,0 \| Nuenen 1866–1938 \| Nuenen 1866–1938 \| \| \| \| von Weert \| \| \| \| 51,6 \| Eindhoven Centraal bis Ende 2019 Eindhoven \| Eindhoven Centraal bis Ende 2019 Eindhoven \| \| \| \| nach Breda \| \| |                      |                                            |                                            |
| Strecke |                      | von Maastricht                             | von Maastricht                             |
| Abzweig geradeaus und von rechts |                      | von Viersen                                | von Viersen                                |
| Bahnhof | 0,0                  | Venlo                                      | Venlo                                      |
| Brücke über Wasserlauf |                      | Maas                                       | Maas                                       |
| Bahnhof | 1,3                  | Blerick                                    | Blerick                                    |
| Abzweig geradeaus und nach rechts |                      | Maaslinie nach Nijmegen                    | Maaslinie nach Nijmegen                    |
| ehemaliger Haltepunkt / Haltestelle | 7,5                  | Heyerhoeven                                | Heyerhoeven                                |
| Bahnhof | 11,3                 | Horst-Sevenum                              | Horst-Sevenum                              |
| ehemaliger Haltepunkt / Haltestelle | 16,3                 | America 1866–1938                          | America 1866–1938                          |
| ehemaliger Haltepunkt / Haltestelle | 22,8                 | Helenaveen 1868–1938, 1940                 | Helenaveen 1868–1938, 1940                 |
| Bahnhof | 29,3                 | Deurne                                     | Deurne                                     |
| Haltepunkt / Haltestelle | 35,4                 | Helmond Brouwhuis                          | Helmond Brouwhuis                          |
| Bahnhof | 38,4                 | Helmond                                    | Helmond                                    |
| Haltepunkt / Haltestelle | 40,5                 | Helmond ’t Hout                            | Helmond ’t Hout                            |
| ehemaliger Haltepunkt / Haltestelle | 42,8                 | Mierlo                                     | Mierlo                                     |
| Haltepunkt / Haltestelle | 43,0                 | Helmond Brandevoort                        | Helmond Brandevoort                        |
| ehemaliger Bahnhof | 47,0                 | Nuenen 1866–1938                           | Nuenen 1866–1938                           |
| Abzweig geradeaus und von links |                      | von Weert                                  | von Weert                                  |
| Bahnhof | 51,6                 | Eindhoven Centraal bis Ende 2019 Eindhoven | Eindhoven Centraal bis Ende 2019 Eindhoven |
| Strecke |                      | nach Breda                                 | nach Breda                                 |

Die Bahnstrecke Venlo-Eindhoven in den Niederlanden verbindet auf einer Länge von 52 Kilometern die Stadt Venlo in Limburg mit Eindhoven in Noord-Brabant. Sie gehört zu den am stärksten befahrenen Eisenbahnstrecken der Niederlande. Für internationalen Schienenverkehr ist die Strecke von großer Bedeutung.

## Geschichte
1860 beschloss die niederländische Regierung, durch ein umfangreiches Schienennetz die Niederlande an die umliegenden Länder anzuschließen. Der Bau von zehn sogenannten Staatslijnen war ein wesentlicher Teil dieses Programmes. Um Brabant/Limburg anzuschließen, ist Staatslijn E zwischen Breda und Maastricht errichtet worden. Im Gegensatz zu anderen Staatslijnen besteht die Staatslijn E aus drei Abschnitten.
Der zuletzt errichtete Abschnitt ist die am 1. Oktober 1866 eröffnete Strecke Venlo–Eindhoven. In Venlo hat sie Anschluss an den im Vorjahr eröffneten Streckenabschnitt nach Maastricht und gleichzeitig zur Staatslijn G ins deutsche Viersen. In Eindhoven hat die Strecke Anschluss an den Streckenabschnitt nach Breda und die 1866 eröffnete Eisenbahnstrecke nach Hasselt in Belgien.
Sechs Jahre später wurde die Strecke Büderich–Venlo eröffnet, die Teil des Projekts Paris-Hamburger Bahn war. Im Jahre 1883 wurde die Maaslinie nach Nijmegen eröffnet. Der Abschnitt stößt in Blerick auf die Staatslijn E. Die Bahnstrecke zwischen Eindhoven und Venlo war bis zu diesem Zeitpunkt die einzige Bahnverbindung zwischen Limburg und dem Rest der Niederlande und blieb in den Jahrzehnten danach immer noch die wichtigste.

### Neue Entwicklungen im 20. Jahrhundert
Im Jahr 1913 wurde die ursprüngliche Route der Staatslijnen durch den Bau der Bahnstrecke Eindhoven–Weert abgeschnitten. In Weert ist diese mit dem Eisernen Rhein nach Roermond verbunden. Seitdem fand ein erheblicher Teil des Verkehrs zwischen Limburg und der Rest der Niederlande über diese neue Verbindung statt. Außerdem lief eine Reihe von Zügen über die Maaslinie. Die Strecke zwischen Eindhoven und Venlo war seither vor allem für den grenzüberschreitenden Schienenverkehr wichtig. 
Da die Strecke für den nationalen Personenverkehr nur noch von geringer Wichtigkeit war, wurde sie erst 1956 elektrifiziert. Dies ermöglichte den Betrieb internationaler Züge auf der niederländischen Strecke mit Elektrolokomotiven. Gleichzeitig mit der Elektrifizierung der Strecke wurde der Bahnhof Venlo verlegt. Die neue Station befindet sich näher an der Innenstadt. Dies wurde durch das Entfernen der Bahnstrecke Haltern–Venlo möglich. Von Deutschland aus ist seit dem Jahr 1968 der elektrische Fahrbetrieb auf der Bahnstrecke Viersen–Venlo möglich. Aufgrund der unterschiedlichen Stromsysteme müssen Mehrsystemlokomotiven eingesetzt oder in Venlo die Lokomotive gewechselt werden. Seit Sommer 1999 verkehren auf der Strecke keine grenzüberschreitenden Fernzüge mehr. Zum Dezember 2026 soll die nordrhein-westfälische Linie RE 13 über Venlo hinaus bis Eindhoven verlängert werden.
Die Strecke zwischen Helmond und Horst-Sevenum hat eine Höchstgeschwindigkeit von 160 km/h. Diese Option wird nur für Testfahrten genutzt. Für den normalen Verkehr ist eine Geschwindigkeit von 140 km/h vorgesehen.